# 双鱼座57
双鱼座57（双鱼座EL，57 Psc）是双鱼座的一颗恒星，视星等为+5.380，距离地球约780光年。